# بيتر سمعان
بيتر سمعان (20 ديسمبر 1973 -)، ممثل لبناني. حاز شهاده في تصميم الموضة من أكاديمية مايكل انجلو و شهاده في المسرح من الجامعة اللبنانية، كلية الفنون . بدأ مساره الفني من المسرح و من ثم التلفزيون فالسينما
عرف الجمهور من خلال دوره في المسلسل الشهير غنوجة بيا الذي حقق نجاحاً كبيراً .

## أعماله
- الحرديني
- الطويبي
- إخوة التراب
- اسمها لا
- طالبين القرب
- غنوجة بيا
- ليلة عيد
- عصر الحريم
- دكتور هلا
- الحب الممنوع
- ذكرى
- أول  مرة
- باب إدريس
- كيندا
- ولاد البلد (2014)
- عشق النساء
- أمير الليل